# RTL (Ungern)
RTL (till och med 22 oktober 2022: RTL Klub) är en ungersk TV-kanal som började sina sändningar år 1997. Kanalen var en av Ungerns första kommersiella TV-kanaler och kom endast tre dagar senare än huvudkonkurrenten TV2 började sända. TV-kanalen är ägd av RTL Group.